# Ludolph Wilhelm von Luck
Ludolph Wilhelm von Luck (geb. 6. Januar 1742 in Müllrose; gest. 27. Februar 1820 in Nennhausen) war ein preußischer Leutnant, Geheimer Kriegsrat, Landrat und Kammerpräsident.

## Herkunft und Leben

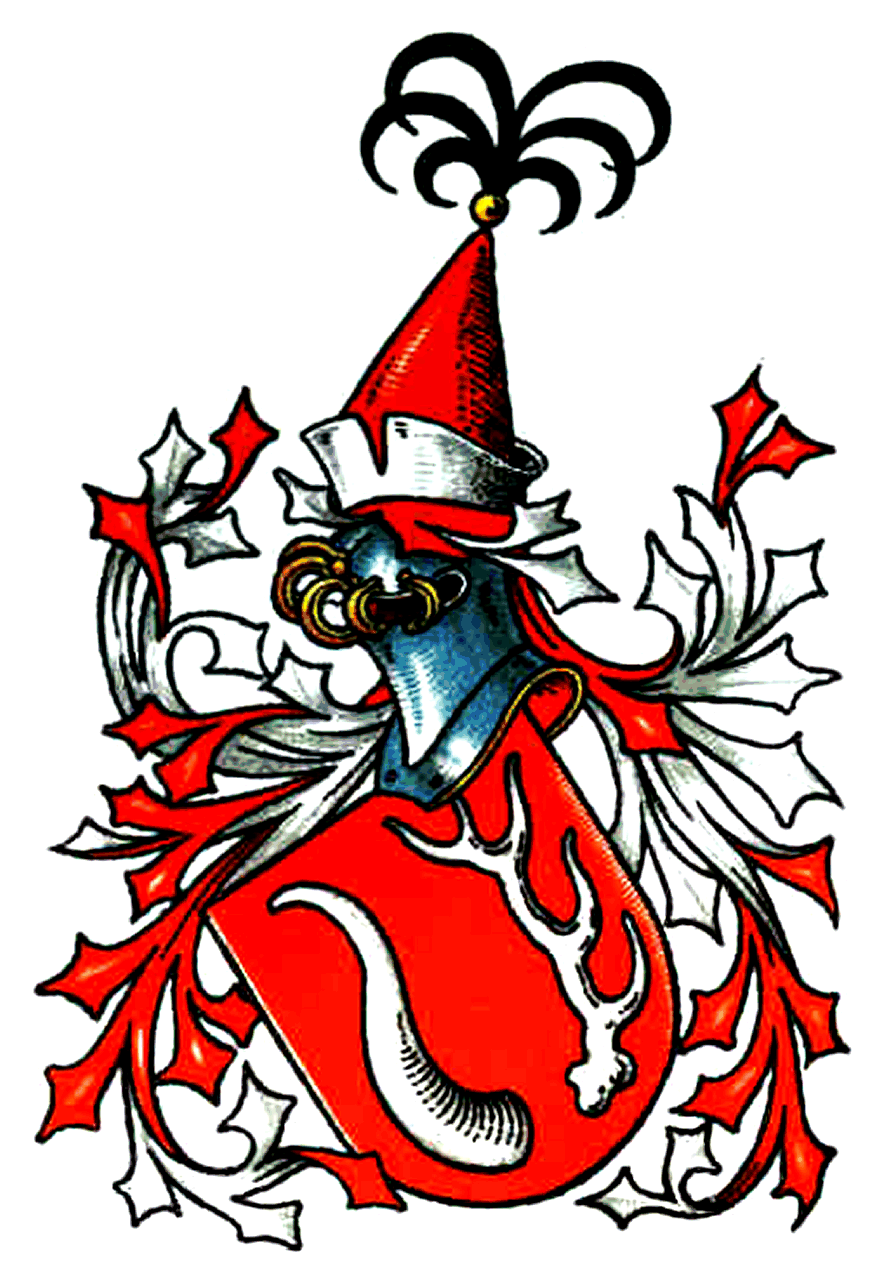
Wappen derer von Luck

Ludolph Wilhelm von Luck war Angehöriger des Adelsgeschlechts Luck. Er war der Sohn des preußischen Majors Ernst Heinrich Wilhelm von Luck (1695–1745) und dessen Ehefrau Juliane Christiane (1715–1774), Tochter des Hans Friedrich von Rohr, Landrat im Kreis Lebus. Ludolph Wilhelm trat zunächst um 1758 in die Preußische Armee ein und nahm am Siebenjährigen Krieg teil. Nachdem er im Infanterie-Regiment Nr. 1 von Zeuner bis zum Leutnant aufgestiegen war, wurde er nach 1763 aufgrund gesundheitlicher Schwäche vom Militärdienst verabschiedet.
Im Juli des Jahres wurde er in der Nachfolge von Bernhard Philipp von Lepel (1738–1787) mit dem Prädikat Forstrat ausgezeichnet. 1769 wurde er von den Ständen zum zweiten Landrat des Landkreises Lebus gewählt, um dem amtierenden Landrat Phillip Ludwig Ewald von Rohr zu assistieren. Im Februar 1777 wurde er zum Kammerpräsidenten in Kleve in der Nachfolge des verabschiedeten Christoph Albrecht von Ostau ernannt. Das Amt war ursprünglich für den Landrat des Kreises Cammin i. Pom. Georg Christian von Puttkamer vorgesehen, der hatte allerdings zuvor abgelehnt. Bereits im Juni des Jahres hieß es von seiner Frau, das von Luck an Schwermut erkrankt sei und er aus diesem Grund das Amt nicht weiter fortführen könne. Nachdem von Luck vom Amt mit Pension verabschiedet worden war, ging der Posten an Julius Ernst von Buggenhagen. Als sich sein Gesundheitszustand wieder verbessert hatte, wurde er am 15. Dezember 1779 in der Nachfolge von George Samuel Wilhelm von Gersdorff zum Landrat des Kreises Züllichau ernannt. Nachdem er im März 1781 um ein Amt im Berliner Kollegium gebeten hatte, wurde er am 10. Oktober des Jahres zum zweiten Landesdirektor der Neumark ernannt. Zu Beginn des Jahres 1782 erhielt er dann eine Stimme und einen Sitz im Kammerkollegium. Am 7. Mai 1783 wurde er aufgrund neuerlicher gesundheitlicher Probleme von seinem Ämtern als Landrat und als zweiter neumärkischer Landesdirektor mit Pension verabschiedet. Nachfolgender Landrat im Kreis Züllichau wurde Ernst Sigismund von Anger. Ab 1790 amtierte er nochmals bis Juni 1791 als Verordneter der kurmärkischen Landschaft.

## Familie
Ludolph Wilhelm von Luck war seit November 1768 mit Friederike Christiane Sophie (1738–1801), geb. von Goertzke auf Friedersdorf, verheiratet. Die Kinder aus dieser Ehe waren:
- Friedrich Ludwig Wilhelm (1769–1844), preußischer Major a. D. und Brigadeadjutant des Generals von Krauseneck[4]
- Juliane Henriette Wilhelmine (1771–1838); vermählt in erster Ehe mit Rittmeister Friedrich von Pape († 1799); vermählt in zweiter Ehe seit 1805 mit dem preußischen Generalmajor Ernst Friedrich von Troschke († 1809)
- Karl Georg Heinrich (1772–1838), preußischer Oberst a. D.
- Friedericke Marie Helene (1772–1818), seit dem 21. März 1803 vermählt mit Philipp Wilhelm Friedrich August von Briest (1749–1822) auf Nennhausen
- Hans Leopold (1773–1774)
- Hans (1775–1859), preußischer General der Infanterie
- Charlotte Louise (1776–1820)
- Karoline Leopoldine Ulrike (1778–1822)